# Dioscorea beecheyi
Dioscorea beecheyi är en enhjärtbladig växtart som beskrevs av Reinhard Gustav Paul Knuth. Dioscorea beecheyi ingår i släktet Dioscorea och familjen Dioscoreaceae. Inga underarter finns listade i Catalogue of Life.